# Aranya roja dels fruiters
L'aranya roja dels fruiters (Panonychus ulmi), també coneguda com a àcar roig dels fruiters i la vinya, és un àcar tetraníquid que pot arribar a ser una plaga polífaga en arbres fruiters i vinya.
Se sol trobar a les fulles. Les femelles són petites, d'uns 0,5 mm de longitud; són de color vermell amb unes protuberàncies blanquinoses en la part posterior, que es corresponen amb el punt d'inserció dels pèls dorsals. Les protuberàncies són uns òrgans que permeten la diferenciació d'aquests àcars d'uns altres també abundants com Tetranychus urticae. Els mascles són més petits que les femelles i de color més clar, i els joves són groc-ataronjats. Els ous d'hivern poden ser clarament identificats pel seu color vermell brillant, mentre que els de primavera-estiu són groc-ataronjats com les larves.
El dany que causen és molt característic en els brots i també en les fulles. Perden la lluentor, es descoloreixen i apareixen taques bronzejades. Si l'atac és intens les fulles i brots s'assequen i cauen de la planta. És important la vigilància de la presència d'aquesta plaga, tant per localitzar les formes mòbils com per detectar els seus residus metabòlics, és a dir, els excrements i les exúvies que apareixen en forma d'una pols grisenca al revés de les fulles. També es poden observar petites teranyines. La producció de les plantes es pot veure greument afectada a causa del debilitament i defoliació que hi produeix. P. ulmi passa els hiverns en forma d'ou, normalment protegit en esquerdes de l'escorça dels arbres, i pot tenir de 7 a 8 generacions anuals.